# Salvelinus taranetzi
Salvelinus taranetzi is een straalvinnige vissensoort uit de familie van zalmen (Salmonidae). De wetenschappelijke naam van de soort is voor het eerst geldig gepubliceerd in 1955 door Kaganowsky.